# Granby (Connecticut)
Pour les articles homonymes, voir Granby.
Granby est une ville située dans le comté de Hartford, dans l'État du Connecticut (États-Unis). Lors du recensement de 2010, Granby avait une population totale de 11 282 habitants.

## Géographie
Selon le Bureau du Recensement des États-Unis, la superficie de la ville est de 40,81 milles carrés (105,7 km2), dont 40,68 milles carrés (105,36 km2) de terres et 0,14 milles carrés (0,36 km2) de plans d'eau.

## Histoire
Granby devient une municipalité en 1786. Elle est nommée en l'honneur de John Manners, marquis de Granby.

## Démographie
D'après le recensement de 2000, il y avait 10 347 habitants, 3 781 ménages, et 2 994 familles dans la ville. La densité de population était de 98,2 hab/km2. Il y avait 3 887 maisons avec une densité de 36,9 maisons/km2. La décomposition ethnique de la population était : 97,54 % blancs ; 0,61 % noirs ; 0,23 % amérindiens ; 0,74 % asiatiques ; 0,02 % natifs des îles du Pacifique ; 0,23 % des autres races ; 0,63 % de deux ou plus races. 1,30 % de la population était hispanique ou Latino de n'importe quelle race.
Il y avait 3 781 ménages, dont 39,5 % avaient des enfants de moins de 18 ans, 71,1 % étaient des couples mariés, 5,9 % avaient une femme qui était parent isolé, et 20,8 % étaient des ménages non-familiaux. 16,5 % des ménages étaient constitués de personnes seules et 6,8 % de personnes seules de 65 ans ou plus. Le ménage moyen comportait 2,71 personnes et la famille moyenne avait 3,06 personnes.
Dans la ville la pyramide des âges était 27,3 % en dessous de 18 ans, 3,7 % de 18 à 24, 30,1 % de 25 à 44, 27,8 % de 45 à 64, et 11,0 % qui avaient 65 ans ou plus. L'âge médian était 40 ans. Pour 100 femmes, il y avait 98,7 hommes. Pour 100 femmes de 18 ans ou plus, il y avait 95,1 hommes.
Le revenu médian par ménage de la ville était 81 151 dollars US, et le revenu médian par famille était $90 057. Les hommes avaient un revenu médian de $63 093 contre $42 203 pour les femmes. Le revenu par habitant de la ville était $33 863. 3,1 % des habitants et 1,5 % des familles vivaient sous le seuil de pauvreté. 3,6 % des personnes de moins de 18 ans et 3,2 % des personnes de plus de 65 ans vivaient sous le seuil de pauvreté.
| 1820  | 1850  | 1860  | 1870  | 1880  | 1890  |
| ----- | ----- | ----- | ----- | ----- | ----- |
| 3 012 | 2 498 | 1 720 | 1 517 | 1 340 | 1 251 |

| 1900  | 1910  | 1920  | 1930  | 1940  | 1950  |
| ----- | ----- | ----- | ----- | ----- | ----- |
| 1 299 | 1 383 | 1 342 | 1 388 | 1 544 | 2 693 |

| 1960  | 1970  | 1980  | 1990  | 2000   | 2010   |
| ----- | ----- | ----- | ----- | ------ | ------ |
| 4 968 | 6 150 | 7 956 | 9 369 | 10 347 | 11 282 |